# TKO Major League MMA
TKO Major League MMA foi uma organização canadense de artes maciais mistas (MMA), tendo sido a maior organização de MMA do Canadá. No início da organização, TKO adotou o ring de boxe para suas lutas, mas passado algum tempo, se tornou o único evento além do UFC a adotar o octógono para lutas. O presidente do TKO era Stéphane Patry, que também gerenciou carreiras de diversos lutadores. A programação do TKO é exibida atualmente no Canadá pelo serviço de internet Joost.

## Últimos campeões do TKO
| Categoria        | Campeão             | Desde de   |
| ---------------- | ------------------- | ---------- |
| Peso pesado      | Krzysztof Soszynski | 29/09/2006 |
| Peso meio-pesado | Vago                |            |
| Peso médio       | Patrick Côté        | 01/06/2007 |
| Peso meio-médio  | Jesse Bongfeldt     | 28/09/2007 |
| Peso leve        | Sam Stout           | 15/07/2005 |
| Peso pena        | Hatsu Hioki         | 05/05/2006 |
| Peso galo        | Noah Thomas         | 03/10/2008 |

## Lutadores notáveis
- Georges St. Pierre, ex-campeão dos meio-médios do TKO e ex-campeão dos
- meio-médios do UFC
- Patrick Côté, super campeão dos médios do TKO, ex-campeão dos meio-pesados do TKO
- David Loiseau, ex-campeão dos médios do TKO
- Sam Stout, super campeão dos leves do TKO
- Mark Hominick, ex-campeão dos penas do TKO
- Icho Larenas, ex-campeão dos pesados do TKO
- Crafton Wallace, campeão do ISKA 2000 e do Grand Prix ISKA 2001
- Justin Bruckmann, ex-campeão dos meio-médios do TKO
- Urijah Faber, lutou no TKO 24, ex-campeão dos penas do WEC
- Hatsu Hioki, veterano do Shooto e último campeão dos penas do TKO
- Jonathan Goulet, invicto por 9 lutas no TKO, veterano no UFC e no TKO